# Baia di Gertner
La baia di Gertner (in russo Бухта Гертнера?) è un'insenatura situata all'interno della baia del Tauj, sulla costa settentrionale del mare di Ochotsk, in Russia. Appartiene all'oblast' di Magadan (Circondario federale dell'Estremo Oriente). È stata così chiamata durante una spedizione idrografica, nel 1912, in onore del capitano K. N. Gertner.

## Geografia
La baia è una piccola insenatura sulla costa orientale della penisola di Starickij (полуостров Старицкого), sulla quale si trova la città di Magadan.
Nella baia sfociano due fiumi: il Magadanka (река Магаданка) e il Dukča (река Дукча).

### Isole
All'imboccatura della baia, a 700 m da capo Krasnyj, si trova Kekurnyj (остров Кекурный), un isolotto roccioso alto 21 m. Nella piccola baia Veselju (бухта Веселую), a sud della baia di Gertner, è situata Vdovuška e a poca distanza da capo Vostočnyj, il gruppo di scogli Tri Brata.